# Grand Prix automobile de Saint-Marin 1994
Vous lisez un « bon article » labellisé en 2007.
GP précédent GP suivant
Le Grand Prix automobile de Saint-Marin 1994 (14º Gran Premio di San Marino), disputé sur le circuit Enzo e Dino Ferrari à Imola, en Italie le 1er mai 1994 est la quatorzième édition du Grand Prix, la 551e course du championnat du monde de Formule 1 courue depuis 1950, la troisième manche du championnat 1994 et la première course européenne de la saison.
Le week-end de la course est marqué par les décès du pilote autrichien Roland Ratzenberger et du triple champion du monde Ayrton Senna qui percute le mur à pleine vitesse dans la courbe de Tamburello alors qu'il est en tête de la course, ainsi que par de nombreux accidents et blessures. Il est décrit par le commentateur de la BBC, Murray Walker, comme « le jour de Grand Prix le plus sombre » dont il se souvient.
Michael Schumacher remporte finalement le Grand Prix devant Nicola Larini qui marque les premiers points de sa carrière et signe son unique podium tandis que Mika Häkkinen termine troisième. Lors de la conférence de presse d'après-course, Schumacher déclare qu’il ne peut se sentir ni satisfait, ni heureux du fait des événements tragiques du week-end.
Cette course mène à des reconsidérations sur la sécurité dans le sport automobile. La Grand Prix Drivers’ Association est rétablie après douze ans de mise en sommeil, de nombreux circuits sont redessinés et le design des voitures modifié. La réglementation technique est modifiée en 1995 pour que les monoplaces soient moins rapides, notamment en courbe.
Senna est honoré par des funérailles nationales au Brésil (3 jours de deuil sont décrétés) où près de 500 000 personnes s’alignent dans la rue pour voir passer son cercueil. Des juges italiens inculpent six personnes pour homicide involontaire ayant entraîné la mort d'Ayrton Senna. Ces inculpés, dont Frank Williams et Patrick Head, propriétaires de l'écurie Williams sont tous acquittés.

## Contexte avant le Grand Prix

### Situation du championnat du monde

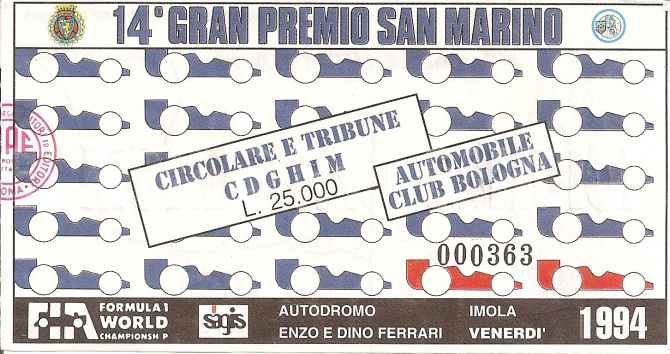
Ticket d'entrée du Grand Prix de Saint-Marin 1994.

À l'approche du Grand Prix de Saint-Marin, le pilote Benetton Michael Schumacher, vainqueur des deux premières manches de la saison, mène le championnat du monde des pilotes avec 20 points, devant Rubens Barrichello, pilote Jordan, qui en a 7. Ils sont suivis par les pilotes Ferrari et Williams, Gerhard Berger et Damon Hill, qui totalisent 6 points chacun. L'autre pilote Williams, Ayrton Senna, l'un des principaux favoris pour le titre mondial, a abandonné lors des deux précédents Grands Prix bien qu'il eût signé à chaque fois la pole position et n'a de ce fait inscrit aucun point.
Chez les constructeurs, à l'issue du Grand Prix du Pacifique, Benetton occupe la première place avec 20 points, suivi par Ferrari avec 10 points. L'écurie italienne est talonnée par Jordan (7 points) et Williams (6 points), le champion en titre.

### Situation des pilotes
La semaine précédant le Grand Prix de Saint-Marin, Benetton annonce que le Néerlandais Jos Verstappen, qui a disputé les deux premiers Grands Prix de la saison en remplacement de Jyrki Järvilehto, blessé lors des essais de pré-saison, rend son baquet au Finlandais.
Le Japonais Aguri Suzuki, engagé par Jordan pour le Grand Prix du Pacifique pour remplacer Eddie Irvine, suspendu trois courses en raison du grave accident qu'il a causé au Brésil, cède son volant à l'Italien Andrea De Cesaris, qui assure l'intérim pour les deux courses suivantes. Le pilote essayeur de l'écurie, l'Anglais Kelvin Burt, était un temps pressenti pour pourvoir ce poste.
Trois jours après le Grand Prix du Pacifique, Ayrton Senna se rend au siège de Renault Sport à Viry-Châtillon, où il y visite les ateliers et les bureaux d'études et rencontre les ingénieurs lors d'un déjeuner. Le triple champion du monde et le motoriste français sont persuadés que la Benetton B194, qui mène le championnat des constructeurs et le championnat des pilotes grâce à Michael Schumacher, utilise un système d'antipatinage illégal. Renault dispose des moyens pour contourner également le règlement, mais souhaite, comme Senna, battre Benetton Formula à la régulière. Senna, qui n'arrive toujours pas à trouver ses marques chez Williams F1 Team et nostalgique de son ancienne écurie McLaren, plus chaleureuse, est également courroucé par sa compagne, la mannequin Adriane Galisteu, qui vient de poser pour des photographies érotiques.
Jean Alesi, souffrant de fêlures à trois vertèbres cervicales depuis un grave accident survenu le 30 mars sur le circuit du Mugello, en marge du Grand Prix du Pacifique, subit un nouveau scanner à l'hôpital de la Pitié-Salpêtrière à Paris. Désormais rétabli, il est autorisé par le professeur Gérard Saillant à participer au prochain Grand Prix, disputé à Monaco.

### Situation des écuries
Avant le début de la saison, Cyril de Rouvre, le propriétaire de Ligier, est incarcéré pour escroquerie. Trois acquéreurs potentiels convoitent alors l'écurie. Le premier est Flavio Briatore, le patron de Benetton Formula qui souhaite obtenir un partenariat avec Renault pour la fourniture de son moteur V10. Ligier deviendrait en outre l'écurie B de Benetton. Le deuxième groupe de repreneurs, soutenu par Frank Williams, désireux de conserver l'exclusivité sur le moteur Renault, est constitué d'un consortium composé de l'ancien pilote Philippe Streiff, de Hugues de Chaunac et de la famille Giraudi, un puissant groupe spécialisé dans les cosmétiques. Enfin, le troisième acquéreur potentiel est Gérard Larrousse, soutenu financièrement par son associé Robin Herd, millionnaire depuis la vente de l'écurie March. Larrousse veut ainsi fusionner son écurie avec Ligier d'ici la fin de la saison 1994, ce qui suscite l'hostilité de cette écurie rivale et de ses investisseurs, Patrick Tambay et Michel Goulay, qui ne soutiennent pas ce projet.
Début avril, la juge d'instruction Eva Joly accorde une libération conditionnelle à Cyril de Rouvre moyennant de la revente rapide de Ligier. L'Etat français, qui est le principal bailleur de fonds de l'écurie grâce au soutien de la Seita, d'Elf et de la Française des Jeux, préfère un rachat par Streiff et Larrousse. Or, les trois commanditaires principaux de l'écurie et Renault apportent leur soutien à Briatore, d'autant plus que le Premier ministre français, Édouard Balladur, ne souhaite plus soutenir aucune écurie de Formule 1, alors que les grandes entreprises nationales sont en train d'être privatisées.
Le 21 avril, le ministre du Budget, Nicolas Sarkozy, proche de Philippe Streiff, considère que Briatore n'apporte pas suffisamment de garanties au rachat de Ligier et bloque la transaction, entraînant la colère de ce dernier et des commanditaires de l'écurie française. L'Italien s'engage alors à maintenir tous les emplois de l'écurie en France. Le 29 avril, Balladur donne son accord définitif au rachat de Ligier par le directeur sportif de Benetton.

### Dernières évolutions des monoplaces
Williams apporte à Imola une version remaniée de sa FW16. Celle-ci est dotée d'un aileron avant relevé de deux à trois centimètres et d'une nouvelle épure de suspension destinée à améliorer la stabilité de cette monoplace. En outre, Ayrton Senna, mécontent de sa position de conduite qui le rend sujet à de la tétanie au niveau des bras, demande que le volant de sa monoplace, situé très près du corps, soit repoussé. Cela implique une réduction de la taille de la colonne de direction.
Benetton Formula reçoit une évolution de son moteur V8 Ford-Cosworth afin que la B194 puisse rivaliser avec la FW16, équipée du moteur V10 Renault, le plus véloce du plateau, dans les longues lignes droites du circuit d'Imola.
Les Ferrari 412 T1 sont dotées d'un nouvel aileron avant destiné à réduire le sous-virage. En outre, Gerhard Berger teste à Imola le nouveau moteur V12 043, ouvert à 75° et plus léger de trois kilogrammes que le moteur 041. Ferrari espère l'introduction définitive de ce nouveau bloc en juillet.

## Journée du vendredi

### Séance d'essais libres

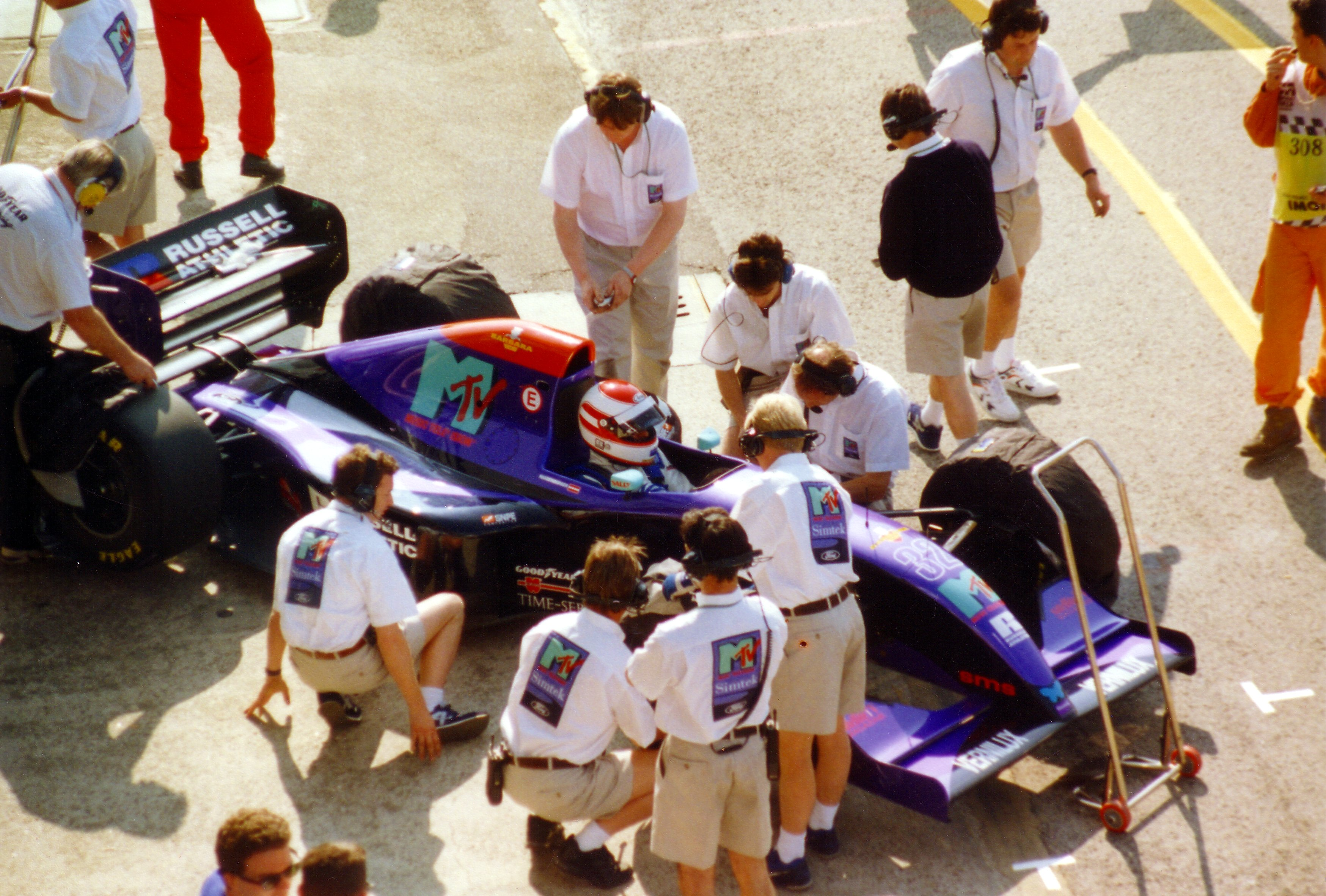
Roland Ratzenberger sur la Simtek le matin de son accident mortel.

| Pos. | Pilote             | Voiture          | Chrono         | Écart     |
| ---- | ------------------ | ---------------- | -------------- | --------- |
| 1    | Ayrton Senna       | Williams-Renault | 1 min 21 s 598 |           |
| 2    | Damon Hill         | Williams-Renault | 1 min 22 s 755 | + 1 s 157 |
| 3    | Michael Schumacher | Benetton-Ford    | 1 min 22 s 848 | + 1 s 250 |
| 4    | Gerhard Berger     | Ferrari          | 1 min 23 s 067 | + 1 s 469 |
| 5    | Mika Häkkinen      | McLaren-Peugeot  | 1 min 23 s 495 | + 1 s 897 |
| 6    | Jyrki Järvilehto   | Benetton-Ford    | 1 min 24 s 066 | + 2 s 468 |

### Séance de qualifications
| Pos. | Pilote             | Voiture          | Chrono         | Écart     |
| ---- | ------------------ | ---------------- | -------------- | --------- |
| 1    | Ayrton Senna       | Williams-Renault | 1 min 21 s 548 |           |
| 2    | Michael Schumacher | Benetton-Ford    | 1 min 22 s 015 | + 0 s 467 |
| 3    | Gerhard Berger     | Ferrari          | 1 min 22 s 113 | + 0 s 565 |
| 4    | Jyrki Järvilehto   | Benetton-Ford    | 1 min 22 s 717 | + 1 s 169 |
| 5    | Nicola Larini      | Ferrari          | 1 min 22 s 841 | + 1 s 293 |
| 6    | Damon Hill         | Williams-Renault | 1 min 23 s 199 | + 1 s 651 |

Le vendredi 29 avril, durant la première séance d'essais qualificatifs, la Jordan de Rubens Barrichello décolle sur un vibreur à la Varianta Bassa à 225 km/h. Le pilote percute le haut d’une barrière de pneus, sa monoplace fait plusieurs tonneaux avant d’atterrir renversée. Barrichello, inconscient, est soigné par les équipes médicales sur place avant d'être conduit dans un centre médical. Il revient sur le circuit le lendemain malgré un nez cassé et un bras dans le plâtre qui le forcent à rester assis pour le reste du week-end. Dix ans plus tard, Damon Hill, qui conduisait alors pour l’écurie Williams-Renault, décrit son sentiment après l’accident : « Nous avons continué les qualifications rassurés car nos voitures étaient solides comme des tanks : nous pouvions être secoués mais pas blessés ».

## Journée du samedi

### Séance d'essais libres
| Pos. | Pilote             | Voiture          | Chrono         | Écart     |
| ---- | ------------------ | ---------------- | -------------- | --------- |
| 1    | Ayrton Senna       | Williams-Renault | 1 min 22 s 083 |           |
| 2    | Michael Schumacher | Benetton-Ford    | 1 min 22 s 200 | + 0 s 117 |
| 3    | Damon Hill         | Williams-Renault | 1 min 23 s 234 | + 1 s 151 |
| 4    | Martin Brundle     | McLaren-Peugeot  | 1 min 23 s 246 | + 1 s 163 |
| 5    | Karl Wendlinger    | McLaren-Peugeot  | 1 min 23 s 396 | + 1 s 313 |
| 6    | Nicola Larini      | Ferrari          | 1 min 23 s 596 | + 1 s 513 |

### Séance de qualifications
| Pos. | Pilote             | Voiture          | Chrono         | Écart     |
| ---- | ------------------ | ---------------- | -------------- | --------- |
| 1    | Michael Schumacher | Benetton-Ford    | 1 min 21 s 885 |           |
| 2    | Damon Hill         | Williams-Renault | 1 min 22 s 168 | + 0 s 283 |
| 3    | Gerhard Berger     | Ferrari          | 1 min 22 s 226 | + 0 s 341 |
| 4    | Nicola Larini      | Ferrari          | 1 min 23 s 006 | + 1 s 121 |
| 5    | Mika Häkkinen      | McLaren-Peugeot  | 1 min 23 s 140 | + 1 s 255 |
| 6    | Ukyo Katayama      | Tyrrell-Yamaha   | 1 min 23 s 322 | + 1 s 437 |

La Villeneuve curva, lieu de l'accident de Ratzenberger.

Vingt minutes après le début de la séance finale de qualification, Roland Ratzenberger, dont c'est la première saison en Formule 1, escalade le vibreur au niveau de la chicane Acque Minerali. Le choc a vraisemblablement endommagé son aileron avant mais, plutôt que de rentrer aux stands pour vérifier l'état de sa monoplace, il enchaîne un nouveau tour rapide et ne parvient pas à négocier la Villeneuve curva. Sa Simtek percute quasiment de face le mur : si la cellule de survie reste globalement intacte, la force de l'impact provoque une fracture du crâne qui lui est fatale. À 310 km/h, la fissure de son aileron avant avait rendu impossible le contrôle de sa monoplace.
La séance de qualification est alors interrompue et les quarante minutes restantes sont finalement annulées,. Cette mort fait du Grand Prix la première course fatale depuis le Grand Prix automobile du Canada 1982, qui avait vu le décès du pilote Riccardo Paletti. Le professeur Sid Watkins, à la tête de l'équipe médicale sur les circuits de Formule 1, rappelle dans ses mémoires qu'Ayrton Senna a pleuré sur son épaule à l'annonce de la mort de Ratzenberger. Watkins tente alors de persuader Senna de ne pas courir le lendemain, lui disant qu'il était triple champion du monde, le plus rapide et qu'il ferait mieux de « se mettre à la pêche ». Senna lui rétorque qu'il n'a pas le contrôle sur certaines choses et qu'il doit continuer.
Senna obtient la pole position, Michael Schumacher se qualifie à la deuxième place, Gerhard Berger à la troisième, et le coéquipier de Senna, Damon Hill en quatrième position. Ratzenberger a réalisé un temps qui lui aurait permis de partir de la vingt-sixième et dernière place de la grille de départ.

## Grille de départ
| Pos. | No | Pilote                | Écurie            | Temps Q1        | Temps Q2       | Écart             |
| ---- | -- | --------------------- | ----------------- | --------------- | -------------- | ----------------- |
| 1    | 2  | Ayrton Senna          | Williams-Renault  | 1 min 21 s 548  | Pas de temps   |                   |
| 2    | 5  | Michael Schumacher    | Benetton-Ford     | 1 min 22 s 015  | 1 min 21 s 885 | + 0 s 337         |
| 3    | 28 | Gerhard Berger        | Ferrari           | 1 min 22 s 113  | 1 min 22 s 226 | + 0 s 565         |
| 4    | 0  | Damon Hill            | Williams-Renault  | 1 min 23 s 199  | 1 min 22 s 168 | + 0 s 620         |
| 5    | 6  | Jyrki Järvilehto      | Benetton-Ford     | 1 min 22 s 717  | 1 min 24 s 029 | + 1 s 169         |
| 6    | 27 | Nicola Larini         | Ferrari           | 1 min 22 s 841  | 1 min 23 s 006 | + 1 s 293         |
| 7    | 30 | Heinz-Harald Frentzen | Sauber-Mercedes   | 1 min 23 s 119  | Pas de temps   | + 1 s 571         |
| 8    | 7  | Mika Häkkinen         | McLaren-Peugeot   | 1 min 23 s 611  | 1 min 23 s 140 | + 1 s 592         |
| 9    | 3  | Ukyo Katayama         | Tyrrell-Yamaha    | 1 min 24 s 000  | 1 min 23 s 322 | + 1 s 774         |
| 10   | 29 | Karl Wendlinger       | Sauber-Mercedes   | 1 min 23 s 788  | 1 min 23 s 347 | + 1 s 799         |
| 11   | 10 | Gianni Morbidelli     | Arrows-Ford       | 1 min 23 s 663  | 1 min 24 s 682 | + 2 s 115         |
| 12   | 4  | Mark Blundell         | Tyrrell-Yamaha    | 1 min 23 s 703  | 1 min 23 s 831 | + 2 s 155         |
| 13   | 8  | Martin Brundle        | McLaren-Peugeot   | 1 min 24 s 443  | 1 min 23 s 858 | + 2 s 310         |
| 14   | 23 | Pierluigi Martini     | Minardi-Ford      | 1 min 24 s 078  | 1 min 24 s 423 | + 2 s 530         |
| 15   | 24 | Michele Alboreto      | Minardi-Ford      | 1 min 24 s 276  | 1 min 24 s 780 | + 2 s 728         |
| 16   | 9  | Christian Fittipaldi  | Arrows-Ford       | 1 min 24 s 655  | 1 min 24 s 472 | + 2 s 924         |
| 17   | 25 | Éric Bernard          | Ligier-Renault    | 1 min 24 s 678  | 1 min 40 s 411 | + 3 s 130         |
| 18   | 20 | Érik Comas            | Larrousse-Ford    | 1 min 26 s 295  | 1 min 24 s 852 | + 3 s 304         |
| 19   | 26 | Olivier Panis         | Ligier-Renault    | 1 min 24 s 996  | 1 min 25 s 160 | + 3 s 448         |
| 20   | 12 | Johnny Herbert        | Lotus-Mugen-Honda | 1 min 25 s 114  | 1 min 25 s 141 | + 3 s 566         |
| 21   | 15 | Andrea De Cesaris     | Jordan-Hart       | 1 min 25 s 234  | 1 min 25 s 872 | + 3 s 686         |
| 22   | 11 | Pedro Lamy            | Lotus-Mugen-Honda | 1 min 26 s 453  | 1 min 25 s 295 | + 3 s 747         |
| 23   | 19 | Olivier Beretta       | Larrousse-Ford    | 1 min 27 s 179  | 1 min 25 s 991 | + 4 s 443         |
| 24   | 31 | David Brabham         | Simtek-Ford       | 1 min 27 s 607  | 1 min 26 s 817 | + 5 s 269         |
| 25   | 34 | Bertrand Gachot       | Pacific-Ilmor     | 1 min 27 s 732  | 1 min 27 s 143 | + 5 s 595         |
| 26   | 32 | Roland Ratzenberger   | Simtek-Ford       | 1 min 27 s 657  | 1 min 27 s 584 | + 6 s 036         |
| 27   | 33 | Paul Belmondo         | Pacific-Ilmor     | 1 min 28 s 361  | 1 min 27 s 881 | + 6 s 333         |
| 28   | 14 | Rubens Barrichello    | Jordan-Hart       | 14 min 57 s 323 | Pas de temps   | + 13 min 35 s 775 |

## Warm up
| Pos. | Pilote               | Voiture          | Chrono         | Écart     |
| ---- | -------------------- | ---------------- | -------------- | --------- |
| 1    | Ayrton Senna         | Williams-Renault | 1 min 22 s 597 |           |
| 2    | Damon Hill           | Williams-Renault | 1 min 23 s 449 | + 0 s 852 |
| 3    | Nicola Larini        | Ferrari          | 1 min 23 s 795 | + 1 s 198 |
| 4    | Karl Wendlinger      | Sauber-Mercedes  | 1 min 23 s 922 | + 1 s 325 |
| 5    | Gerhard Berger       | Ferrari          | 1 min 24 s 302 | + 1 s 705 |
| 6    | Christian Fittipaldi | Arrows-Ford      | 1 min 24 s 396 | + 1 s 799 |

## Course

### Premier départ
Au départ, alors que les pilotes sont marqués par l'accident de Rubens Barrichello et surtout celui, mortel, de Roland Ratzenberger, Ayrton Senna parvient à conserver la tête de la course devant Michael Schumacher. Mais la Benetton B194 de J.J. Lehto cale sur la grille : les pilotes derrière lui parviennent à éviter la voiture du Finlandais comme Heinz-Harald Frentzen qui frôle l'accident, mais Pedro Lamy, gêné par les monoplaces présentes devant lui, ne le voit pas et percute la Benetton, faisant voler des pneus et des morceaux de carrosserie en l'air. Des débris passent par-dessus les clôtures censées assurer la sécurité des spectateurs : l'un d'eux échappe de peu à une roue qui tombe juste derrière lui, tandis que trois autres et un policier sont légèrement blessé à cause des débris. Contrairement au dramatique accident entre Didier Pironi et Riccardo Paletti, provoquant la mort de ce dernier au Grand Prix du Canada 1982, Lamy percute Lehto sur le côté arrière droit, et non au milieu de la monoplace. La boîte de vitesses de la B194 prend la majeure partie du choc, qui casse le moteur de la Lotus 107C. Bertrand Gachot parvient à éviter de peu la voiture en perdition de Lamy. Les deux pilotes sont quasiment indemnes malgré la violence du choc : « Ce qui m'est arrivé n'était rien » déclare Lehto, en comparaison à l'accident de Ratzenberger, avec qui il avait dîné quelques jours avant la course.
La voiture de sécurité intervient et les pilotes rescapés conservent leurs places à vitesse réduite derrière elle. Le fait de rouler derrière la voiture de sécurité à une vitesse lente conduisit les pneus à se refroidir. Lors du briefing d'avant-course, Ayrton Senna et Gerhard Berger ont exprimé leurs inquiétudes concernant ce problème. Une fois le circuit nettoyé, la voiture de sécurité se retire et la course reprend. Un tour (le sixième) après la relance de l'épreuve, alors que Senna est en tête de la course, précédant Michael Schumacher, sa voiture sort de la piste à pleine vitesse dans la longue courbe de Tamburello. Bien qu'il ait décéléré de 306 km/h à 211 km/h, le pilote percute le mur. La cause de cet accident mortel est très probablement la rupture de la colonne de direction de la Williams FW16 du Brésilien. Elle a été réduite à la demande du pilote pour améliorer son confort de conduite, et une mauvaise soudure serait à l'origine de ce bris fatal rendant la monoplace incontrôlable à fond de sixième rapport dans cette courbe ultra-rapide.
À 14 h 17, le drapeau rouge est agité et la course interrompue. Sid Watkins arrive sur le lieu de l'accident pour s'occuper de Senna. Les pilotes en piste ralentissent puis retournent aux stands pour que les commissaires de course et l'équipe médicale puissent accéder au lieu de l'accident en toute sécurité. Par erreur, l'équipe Larrousse autorise Érik Comas à quitter les stands. Les commissaires réussissent à lui intimer l'ordre de ralentir alors qu'il approche du lieu de l'accident presque à pleine vitesse. Comas évite toutes les personnes présentes sur le circuit mais est exclu de la course. Les images diffusées par la RAI montrant Senna en train d'être soigné sont si explicites quant à son état que la BBC décide de les remplacer par ses propres images de la ligne des stands. Senna, enfin extrait de l'épave de la Williams, est transporté en hélicoptère à l'hôpital Maggiore, près de Bologne où son décès est prononcé. Trente-sept minutes après l'accident, à 14 h 55 la course reprend.

### Deuxième départ
Les résultats de la course sont déterminés par les résultats du premier et du deuxième départ. Gerhard Berger prend la première position mais Schumacher reste premier sur la totalité de la course. Au douzième tour, soit quatre tours après le second départ, Schumacher reprend la tête de la course, Berger étant contraint à l'abandon. Après l'arrêt aux stands de Schumacher, Larini prend la tête de la course mais l'ordre est restauré dès que ce dernier s'arrête lui-même aux stands.
À dix tours de la fin, la roue arrière droite de la Minardi de Michele Alboreto se détache lors de sa sortie de la ligne des stands. Deux mécaniciens de Ferrari et deux de Lotus sont touchés et hospitalisés.
Michael Schumacher gagne finalement la course devant Nicola Larini et Mika Häkkinen. Il obtient donc après les trois premières courses du championnat du monde de Formule 1 1994 le maximum possible de trente points. Larini monte pour sa seule fois de sa carrière sur le podium et inscrit à cette occasion ses premiers points. En hommage aux deux pilotes décédés, Roland Ratzenberger et Ayrton Senna, il n'y a pas d'ouverture de champagne lors de la cérémonie de remise des trophées.

### Classement de la course
| Pos. | No | Pilote                | Écurie            | Tours | Temps/Abandon                      | Grille | Points |
| ---- | -- | --------------------- | ----------------- | ----- | ---------------------------------- | ------ | ------ |
| 1    | 5  | Michael Schumacher    | Benetton-Ford     | 58    | 1 h 28 min 28 s 642 (198,234 km/h) | 2      | 10     |
| 2    | 27 | Nicola Larini         | Ferrari           | 58    | + 54 s 942                         | 6      | 6      |
| 3    | 7  | Mika Häkkinen         | McLaren-Peugeot   | 58    | + 1 min 10 s 679                   | 8      | 4      |
| 4    | 29 | Karl Wendlinger       | Sauber-Mercedes   | 58    | + 1 min 13 s 658                   | 10     | 3      |
| 5    | 3  | Ukyo Katayama         | Tyrrell-Yamaha    | 57    | + 1 tour                           | 9      | 2      |
| 6    | 0  | Damon Hill            | Williams-Renault  | 57    | + 1 tour                           | 4      | 1      |
| 7    | 30 | Heinz-Harald Frentzen | Sauber-Mercedes   | 57    | + 1 tour                           | 7      |        |
| 8    | 8  | Martin Brundle        | McLaren-Peugeot   | 57    | + 1 tour                           | 13     |        |
| 9    | 4  | Mark Blundell         | Tyrrell-Yamaha    | 56    | + 2 tours                          | 12     |        |
| 10   | 12 | Johnny Herbert        | Lotus-Mugen-Honda | 56    | + 2 tours                          | 20     |        |
| 11   | 26 | Olivier Panis         | Ligier-Renault    | 56    | + 2 tours                          | 19     |        |
| 12   | 25 | Éric Bernard          | Ligier-Renault    | 55    | + 3 tours                          | 17     |        |
| 13   | 9  | Christian Fittipaldi  | Arrows-Ford       | 54    | Sortie de piste                    | 16     |        |
| Abd. | 15 | Andrea De Cesaris     | Jordan-Hart       | 49    | Accident                           | 21     |        |
| Abd. | 24 | Michele Alboreto      | Minardi-Ford      | 44    | Perte d'une roue                   | 15     |        |
| Abd. | 10 | Gianni Morbidelli     | Arrows-Ford       | 40    | Moteur                             | 11     |        |
| Abd. | 23 | Pierluigi Martini     | Minardi-Ford      | 37    | Sortie de piste                    | 14     |        |
| Abd. | 31 | David Brabham         | Simtek-Ford       | 27    | Crevaison                          | 24     |        |
| Abd. | 34 | Bertrand Gachot       | Pacific-Ilmor     | 23    | Pression d'huile                   | 25     |        |
| Abd. | 19 | Olivier Beretta       | Larrousse-Ford    | 17    | Moteur                             | 23     |        |
| Abd. | 28 | Gerhard Berger        | Ferrari           | 16    | Retrait volontaire                 | 3      |        |
| Abd. | 2  | Ayrton Senna          | Williams-Renault  | 5     | Accident mortel                    | 1      |        |
| Abd. | 20 | Érik Comas            | Larrousse-Ford    | 5     | Retrait volontaire                 | 18     |        |
| Abd. | 6  | Jyrki Järvilehto      | Benetton-Ford     | 0     | Collision                          | 5      |        |
| Abd. | 11 | Pedro Lamy            | Lotus-Mugen-Honda | 0     | Collision                          | 22     |        |
| Np.  | 32 | Roland Ratzenberger   | Simtek-Ford       |       | Accident mortel                    | 26     |        |
| Nq.  | 33 | Paul Belmondo         | Pacific-Ilmor     |       | Non qualifié                       |        |        |
| Nq.  | 14 | Rubens Barrichello    | Jordan-Hart       |       | Accident                           |        |        |

### Pole position et record du tour
Ayrton Senna signe à Saint-Marin sa soixante-cinquième et dernière pole position de sa carrière, la troisième pour le compte de l'écurie Williams. Cette pole position est la soixante-dixième de l'écurie Williams et la quatre-vingt-onzième pour Renault en tant que motoriste.
Damon Hill signe quant à lui le cinquième meilleur tour en course de sa carrière, le soixante-dix-septième de son écurie et le cinquante-neuvième de son motoriste.
- Pole position :  Ayrton Senna en 1 min 21 s 548 (vitesse moyenne : 222,495 km/h).
- Meilleur tour en course :  Damon Hill en 1 min 24 s 335 (vitesse moyenne : 215,142 km/h) au 10e tour.

### Tours en tête
Ayrton Senna, parti de la pole position, conserve la tête de la course jusqu'au début du sixième tour où il est victime d'un accident mortel au virage du Tamburello. Michael Schumacher prend alors la tête de la course jusqu'au douzième tour où il effectue son premier arrêt aux stands. Gerhard Berger passe alors en tête jusqu'au quinzième tour où il est dépassé par Mika Häkkinen. Ce dernier cède la première place à Nicola Larini lors de son arrêt au dix-huitième tour. Le pilote Ferrari conserve la première place jusqu'au vingt-cinquième tour où Michael Schumacher prend la tête pour le restant de la course.
- Ayrton Senna : 5 tours (1-5)
- Michael Schumacher : 41 tours (6-12 / 25-58)
- Gerhard Berger : 3 tours (13-15)
- Mika Häkkinen : 3 tours (16-18)
- Nicola Larini : 6 tours (19-24)

## Après-course

### Réaction des pilotes à propos de la course
Michael Schumacher, vainqueur de l'épreuve, conserve sa première place au championnat du monde et conforte son avance en ayant remporté les trois premières courses de la saison. Néanmoins, ce nouveau succès est éclipsé par les drames survenu pendant le week-end : « Pour moi, il n'y a aucune satisfaction. Cette victoire devrait certainement me rendre heureux, mais selon moi, trop de choses sont arrivées ce week-end pour me laisser ressentir cela ».
Mika Häkkinen (McLaren-Peugeot), qui est arrivé en troisième position, réalise sa meilleure performance depuis le début du championnat et marque les premiers points en Formule 1 pour le motoriste Peugeot. Il déclare : « Je dois admettre que je suis heureux. C'était amusant. J'ai attaqué très fort jusqu'au bout, mais malheureusement, ce n'était pas suffisant pour obtenir une meilleure position. Le manque de vitesse de pointe a été notre problème ce week-end, et en partant de la huitième place, je savais qu'il serait difficile de dépasser ».
Le pilote Sauber Karl Wendlinger, quatrième de la course, égale son meilleur résultat en Formule 1 après avoir disputé un Grand Prix difficile : « Je suis très heureux de ma quatrième place, mais il n'y a aucune raison de faire la fête. Je suis juste très soulagé que ce triste week-end soit maintenant fini. J'essayais plusieurs fois de dépasser Häkkinen, mais à douze tours de la fin, l'échappement s'est cassé. Heureusement, le moteur n'a perdu trop de puissance ». Son équipier, Heinz-Harald Frentzen, termine à la porte des points, mais il n'y prête aucune importance, admettant que durant « toute la course », il a pensé à son « ami Roland ».

### Hommage rendu à Ayrton Senna

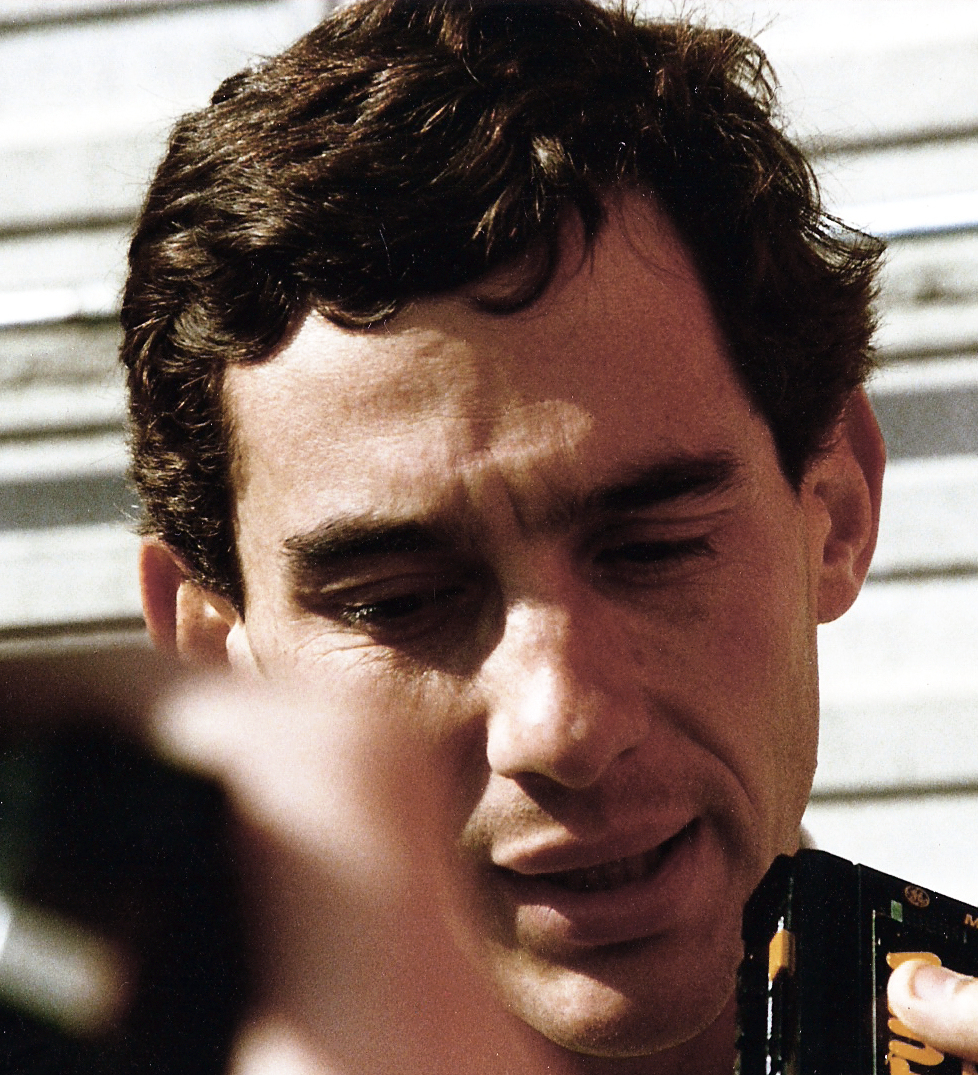
La mort du triple champion du monde Ayrton Senna durant la course changea durablement la Formule 1.

À 18 h 40, heure locale, deux heures et vingt minutes après que Schumacher a franchi la ligne d'arrivée, le docteur Maria Theresa Fiandri annonce officiellement le décès d'Ayrton Senna. La cause de la mort, établie par autopsie, incrimine une partie de la suspension de la voiture qui s'est détachée et a transpercé le casque du pilote pour se ficher dans son crâne, écrasant la partie avant de son cerveau. L'heure du décès est établie à 14 h 17, ce qui signifie que le Brésilien a été tué sur le coup. Le commentateur de la BBC Murray Walker décrit la mort de Senna comme « le jour de Grand Prix le plus sombre » dont il se souvient.
Senna reçoit des funérailles nationales à São Paulo, au Brésil, le 5 mai 1994. Près de 500 000 personnes sont alignées dans les rues pour voir passer le cercueil. Alain Prost, l'ancien rival de Senna, est l'un de ceux qui le portent. Une grande partie de la communauté de la Formule 1 se rend à la cérémonie, même si le président de la FIA, Max Mosley, assiste pour sa part à l'enterrement de Ratzenberger qui a lieu le 7 mai 1994 à Salzbourg (Autriche). Il déclare y être allé parce que tout le monde est allé à celui de Senna mais qu'il pensait qu'il était important d'aller à celui-ci.
Lors du Grand Prix suivant, à Monaco, afin de rendre hommage aux pilotes disparus, il est convenu de laisser vides les deux premières places de la grille de départ et d'y dessiner les drapeaux brésiliens et autrichiens, et d'observer avant le départ une minute de silence.

### Enquête sur les circonstances de la mort de Senna
Des procureurs italiens ont engagé des procédures judiciaires contre six personnes en relation avec la mort de Senna. Il s'agit de Frank Williams, Patrick Head et Adrian Newey de Williams ; Fedrico Bendinelli, représentant de l'Autodromo Enzo e Dino Ferrari ; Giorgio Poggi, directeur du circuit et Roland Bruynseraede, directeur de course. Le verdict est rendu le 16 décembre 1997, innocentant les six accusés des charges d'homicide.
À la suite de la décision de la cour, un appel est déposé par le procureur d'État contre Patrick Head et Adrian Newey. Le 22 novembre 1999, l'appel blanchit Head et Newey de toutes charges du fait qu'aucune preuve ne les incriminait (des données de la boîte noire de Senna ont été perdues du fait de l'accident et 1,6 seconde de la vidéo de la caméra embarquée de Senna sont indisponibles du fait que le diffuseur a changé de plan juste avant l'accident), en vertu de l'article 530 du code pénal italien. Le résultat de cet appel a été annulé en janvier 2003 par la cour de cassation invoquant une mauvaise interprétation de l'article 530. Ce n'est que le 27 mai 2005 que Head et Newey ont été définitivement acquittés.

### Le renforcement de la sécurité des pilotes

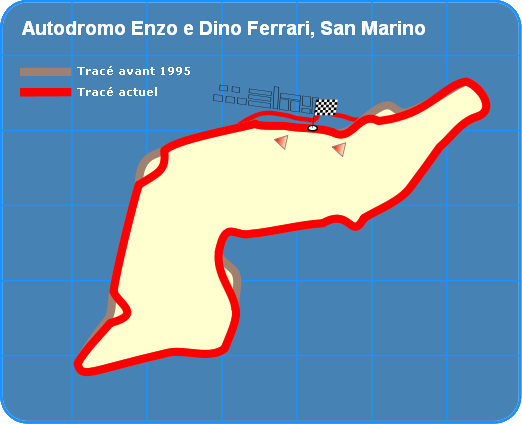
Le tracé du circuit d'Imola a été modifié après les deux accidents fatals de 1994.

Trois jours après le Grand Prix de Saint-Marin, la Fédération internationale de l'automobile organise une réunion extraordinaire lors de laquelle des mesures sont prises afin de renforcer la sécurité dans la voie des stands. Afin de forcer les pilotes à rouler à faible allure, de légères courbes sont constituées à l'entrée et à la sortie des stands. L'accès aux puits est de plus interdit à toute personne n'intervenant pas lors des arrêts aux stands des pilotes. Enfin, un tirage au sort détermine l'ordre de passage des pilotes aux stands, qui ne peuvent ravitailler ou changer de pneumatiques en dehors de ce cadre. Les arrêts volontaires ne sont possibles qu'en cas d'urgence. Ces trois mesures sont effectives dès le Grand Prix de Monaco, disputé le week-end suivant.
Les accidents de Rubens Barrichello, Roland Ratzenberger et Ayrton Senna à Imola conduisent la FIA à modifier le règlement technique de la Formule 1 en cours de saison, outrepassant les accords Concorde. Ainsi, l'appui généré par le diffuseur et l'aileron arrière des monoplace doit être réduit de 15 % pour le Grand Prix d'Espagne ; les protections latérales des voitures doit également être renforcé à partir du Grand Prix du Canada tandis que leur poids minimum est augmenté de 25 kilogrammes. Des pompes à essence standard sont imposées tandis que les monoplaces doivent se doter d'un fond plat en escalier dès le Grand Prix d'Allemagne, cette dernière mesure devant initialement entrer en vigueur en 1995. Enfin, la FIA émet le souhait de diminuer la puissance des moteurs à 600 chevaux.
Toutefois, la suite du championnat est ponctuée par de nouveaux accidents : Damon Hill part en tonneaux au Grand Prix du Portugal, Yannick Dalmas décolle sur un vibreur à Monza et Karl Wendlinger heurte les barrières de protection à Monaco (le plongeant dans le coma). Cela conforte la FIA dans son intention de réduire les performances des monoplaces en changeant le règlement technique concernant leur design. Les intentions principales de la nouvelle réglementation sont de rendre les monoplaces encore plus sûres et moins rapides notamment en courbe. Ainsi, la cylindrée des monoplaces est réduite de 3 500 centimètres cubes à 3 000 centimètres cubes (cette réduction de cylindrée n'est toutefois pas directement liée aux accidents d'Imola), le poids des voitures est augmenté pour passer de 515 à 595 kilogrammes, la surface des appendices aérodynamiques réduite et surtout un patin en jabroc de 5 centimètres devient obligatoire sous le fond plat afin de réduire l'effet d'aspiration du sol. Les monoplaces sont dès lors équipées de structures de protection déformables intégrées à la coque autour du cockpit dont les dimensions sont accrues pour permettre au pilote de s'extraire de la monoplace en 5 secondes sans démonter le volant. Un appuie-tête de protection de 75 millimètres d'épaisseur et de 400 centimètres carrés de surface est également mis en place.
Le tracé du circuit d'Imola, dont la dernière modification date de 1981, est fortement modifié, notamment au niveau de Tamburello, lieu d'autres graves accidents (Gerhard Berger en 1989 et Nelson Piquet en 1987). Ce virage rapide est transformé en une chicane plus lente.
Les problèmes soulevés par Senna et Berger lors du briefing des pilotes le matin du Grand Prix de Saint-Marin ont mené à la refondation de la Grand Prix Drivers' Association (fondée en 1961 mais dissoute en 1982) lors de la course suivante (le Grand Prix de Monaco). En réactivant le GPDA, il s'agissait pour les pilotes de s'impliquer à nouveau dans les questions de sécurité.

### Incendie chez Pacific Racing
Alors que l'écurie britannique Pacific Racing rentre du Grand Prix de Saint-Marin, son camion prend feu. Toutefois, les Pacific PR01 ne sont pas endommagées et l'écurie assure être au départ du Grand Prix de Monaco.

## Statistiques
Le Grand Prix de Saint-Marin 1994 représente :
- la 5e victoire pour Michael Schumacher[49] ;
- la 10e victoire pour Benetton en tant que constructeur[50] ;
- la 169e victoire pour Ford-Cosworth en tant que motoriste[51] ;
- la 65e et dernière pole position pour Ayrton Senna[52] ;
- la 70e pole position pour Williams[53] ;
- le 1er et unique podium en Grand Prix pour Nicola Larini[54] ;
- le 1er podium en Grand Prix pour Peugeot en tant que motoriste[55] ;
- le 161e et dernier Grand Prix pour Ayrton Senna[56] ;
- le 3e et dernier engagement en Grand Prix pour Roland Ratzenberger[57] ;
- le 150e départ en Grand Prix pour Gerhard Berger[58] ;
- le 50e départ en Grand Prix pour Johnny Herbert[59].

Au cours de ce Grand Prix :
- Ayrton Senna porte le record de pole positions qu'il détient depuis 1989 (il égalait le record de 33 pole positions de Jim Clark) à 65. Le record de Senna est égalé le 12 mars 2006 par Michael Schumacher qui le porte ensuite à 68 ; il est ensuite battu par Lewis Hamilton[60] lors du Grand Prix d'Italie 2017 ;
- Nicola Larini marque ses premiers points (deuxième de la course) en Grand Prix[61].

## Classements généraux à l'issue de la course
| Pos. | Pilote                | Écurie           | Points |
| ---- | --------------------- | ---------------- | ------ |
| 1    | Michael Schumacher    | Benetton-Ford    | 30     |
| 2    | Damon Hill            | Williams-Renault | 7      |
| 3    | Rubens Barrichello    | Jordan-Hart      | 7      |
| 4    | Gerhard Berger        | Ferrari          | 6      |
| 5    | Nicola Larini         | Ferrari          | 6      |
| 6    | Jean Alesi            | Ferrari          | 4      |
| 7    | Mika Häkkinen         | McLaren-Peugeot  | 4      |
| 8    | Karl Wendlinger       | Sauber-Mercedes  | 4      |
| 9    | Ukyo Katayama         | Tyrrell-Yamaha   | 4      |
| 10   | Christian Fittipaldi  | Arrows-Ford      | 3      |
| 11   | Heinz-Harald Frentzen | Sauber-Mercedes  | 2      |
| 12   | Érik Comas            | Larrousse-Ford   | 1      |

| Pos. | Écurie           | Points |
| ---- | ---------------- | ------ |
| 1    | Benetton-Ford    | 30     |
| 2    | Ferrari          | 16     |
| 3    | Jordan-Hart      | 7      |
| 4    | Williams-Renault | 7      |
| 5    | Sauber-Mercedes  | 6      |
| 6    | McLaren-Peugeot  | 4      |
| 7    | Tyrrell-Yamaha   | 4      |
| 8    | Arrows-Ford      | 3      |
| 9    | Larrousse-Ford   | 1      |